# Senran Kagura: Shinovi Versus
Senran Kagura: Shinovi Versus (閃乱カグラ SHINOVI VERSUS -少女達の証明-?, Senran Kagura Shinovi Versus: shōjo-tachi no shōmei) è un videogioco del 2013 sviluppato da Tamsoft e pubblicato da Marvelous per PlayStation Vita.
Il gioco introduce 10 nuovi personaggi: le 5 studentesse d'élite dell'Accademia Gessen (Yumi, Murakumo, Yozakura, Shiki e Minori) e le nuove 5 studentesse d'élite dell'Accademia Hebijo (Miyabi, Imu, Murasaki, Ryōbi e Ryōna).
Nel 2015 è stato pubblicato il sequel diretto del gioco, Senran Kagura: Estival Versus.

## Trama
Shinovi Versus segue le vicende immediatamente successive a Senran Kagura Burst. Le ragazze dell'Accademia Hanzō, dopo aver sconfitto le studentesse dell'Accademia Hebijo, si ritroveranno presto ad affrontare delle nuove avversarie, le ragazze dell'Accademia Gessen, che hanno intenzione di punirle per le loro imperfezioni come guerriere shinobi. Le 5 ex studentesse d'élite dell'Accademia Hebijo, dopo aver abbandonato la loro scuola, ora vivono in clandestinità come delle rinnegate ed hanno formato una loro squadra d'assalto, conosciuta come Homura's Crimson Squad. Tuttavia, nel frattempo, nell'Accademia Hebijo si è formato un nuovo gruppo di studentesse, guidato dalla nuova leader della scuola, pronte a dare la caccia alle precedenti studentesse d'élite diventate disertrici per punire il loro fallimento e ripristinare il nome dell'Accademia Hebijo al suo antico splendore.
Le quattro fazioni avversarie si affronteranno nella Shinobi Battle Royale, una competizione nella quale si scontrano due squadre di scuole avversarie composte da cinque studenti shinobi e la scuola perdente verrà abolita e rasa al suolo, se la squadra vincente lo vorrà. Inoltre gli sconfitti perderanno il diritto di allenarsi e di diventare shinobi per il resto della loro vita.

## Modalità di gioco
In questo gioco il gameplay a scorrimento laterale dei titoli precedenti è sostituito da una modalità di combattimento in 3D.
In questo nuovo titolo è presente inoltre una modalità multiplayer fino a quattro giocatori, tramite una connessione locale oppure tramite connessione Wi-Fi ad internet.

## Distribuzione
Il gioco è stato distribuito in Giappone il 28 febbraio 2013. In Nord America è stato distribuito il 14 ottobre 2014 in versione retail, mentre in Europa è stato rilasciato soltanto in versione digitale nel PlayStation Store il 15 ottobre 2014. In seguito venne rilasciato anche su Steam il 1º giugno 2016.